# خانم‌های مجرد (یک حلقه رویش بگذار)
«خانم‌های مجرد» (یک حلقه رویش بگذار) (به انگلیسی: Single Ladies (Put a Ring on It)) یک تک‌آهنگ از هنرمند اهل ایالات متحده آمریکا بیانسه است که در ۱۳ اکتبر ۲۰۰۸ منتشر شد. این تک‌آهنگ در آلبوم من...ساشا فیرس هستم قرار داشت.